# Tour des remparts (Sablé-sur-Sarthe)
La Tour des remparts est un édifice situé à Sablé-sur-Sarthe, dans le département de la Sarthe.

## Historique
La tour fait l'objet d'une inscription au titre des monuments historiques depuis le 9 février 1970.